# Ölziit
Le sum de Ölziit (mongol : ᠥᠯᠵᠡᠶᠢᠲᠦ
ᠰᠤᠮᠤ, cyrillique : Өлзийт сум, MNS : Ölziit sum) est situé dans l'aimag (ligue) de Bayankhongor, en Mongolie.